# 3DMark
3DMark – aplikacja do testowania wzorcowego służąca do określania wydajności kart graficznych.
Został stworzony przez firmę Futuremark (Madonion do 2001 r.) i z biegiem czasu stał się standardem w swojej dziedzinie.

## 3DMark®2000
W skład programu wchodzą następujące testy:
- Gra 1 – "Helicopter"
  - 3 poziomy detali (niski, średni i wysoki)
  - Rzeźba terenu jest generowana w czasie rzeczywistym
  - Liczba drzew, dymu i źródeł światła zależy od poziomu detali

- Gra 2 – "Adventure"
  - 3 poziomy detali (niski, średni i wysoki)
  - Oparta na silniku graficznym MAX-FX użyty w grze Max Payne
  - Liczba ludzi, beczek i statków w porcie zależy od poziomu detali

Średnie ilości klatek na sekundę z tych testów służą do wyznaczenia wyniku:
(Gra1LowFPS + Gra1MedFPS + Gra1HighFPS + Gra2LowFPS + Gra2MedFPS + Gra2HighFPS)*3  [3D mark's] 
- Test wydajności CPU
  - Mierzy wydajność przy minimalnym udziale karty graficznej
  - Wykorzystuje dwa testy (Grę 1 i 2 w najwyższych poziomach detali)

Wynik: (Gra1FPS + Gra2FPS)*5  [CPU 3D mark's] 
- Fill rate
  - Pierwszy test wykorzystuje cztery poziomy tekstur jedna nad drugą
  - Drugi test korzysta z Multi-Texturingu w celu zsumowania czterech tekstur do jednego poziomu

Wynikiem jest liczba wyświetlanych megatekseli na sekundę.
- High Polygon test
  - 3 testy różniące się od siebie ilością źródeł światła (1, 4 i 7)

Wynikiem jest liczba wyświetlanych na ekranie tysięcy trójkątów na sekundę dla każdego z trzech testów.
- Szybkość renderowania tekstur
  - 4 testy wykorzystujące różną ilość pamięci na tekstury
    - 8 MB: 48 tekstur 16-bitowych, 24 32-bitowych
    - 16 MB: 96 tekstur 16-bitowych, 48 32-bitowych
    - 32 MB: 192 tekstur 16-bitowych, 96 32-bitowych
    - 64 MB: 384 tekstur 16-bitowych, 192 32-bitowych

Wynikiem jest liczba klatek na sekundę dla każdego z czterech testów.
- Bump Mapping

## 3DMark®2001
W skład programu wchodzą następujące testy:
- Gra 1 – "Car Chase"
  - 2 poziomy detali (niski i wysoki)
  - fizyka pojazdów oparta jest na silniku Havok
- Gra 2 – "Draghotic"
  - 2 poziomy detali (niski i wysoki)
  - wykorzystuje system Global Illumination, Lumigraph oraz Hybrid w celu uzyskania realistycznego oświetlenia
- Gra 3 – "Lobby"
  - 2 poziomy detali (niski i wysoki)
  - postaci i ich broń pochodzą z gry Max Payne
  - fizyka oparta na silniku Havok
- Gra 4 – "Nature"
  - wymaga sprzętowej obsługi pixel shader

Średnie ilości klatek na sekundę z tych testów służą do wyznaczenia wyniku:
(Gra1LowFPS + Gra2LowFPS + Gra3LowFPS)*10 + (Gra1HighFPS + Gra2HighFPS + Gra3HighFPS + Gra4FPS)*20  [3D mark's] 
- Fill Rate
  - Single-Texturing – 64 powierzchni, każda z jedną teksturą
  - Multi-Texturing – 64 tekstury rozmieszczone np. na 8 powierzchniach (dla karty graficznej mogącej renderować 8 tekstur w jednym cyklu)

Wynikiem jest liczba wyświetlonych megatekseli na sekundę
- High Polygon count
  - 1 źródło światła
  - 8 źródeł światła, dodatkowo niektóre powierzchnie są błyszczące

Wynikiem jest liczba wyświetlonych Milionów trójkątów na sekundę
- Bump Mapping
  - Environment Mapped Bump Mapping – wymaga sprzętowej obsługi EMBM
  - DOT3 Bump Mapping
- Vertex Shader
- Pixel Shader
  - wymaga sprzętowej obsługi pixel shader
- Point Sprites

## 3DMark®03
W skład programu wchodzą następujące testy:
- Gra 1 – "Wings of Fury"
  - wykorzystuje graficzne możliwości DirectX 7:
    - Vertex Shader 1.1
- Gra 2 – "Battle of Proxycon"
- Gra 3 – "Trolls' Lair"
  - Obydwie powyższe gry korzystają z DirectX 8:
    - Vertex Shader 1.1
    - Pixel Shader 1.1 i 1.4
- Gra 4 – "Mother Nature"
  - wykorzystuje graficzne możliwości DirectX 9:
    - Vertex Shader 1.1 i 2.0
    - Pixel Shader 1.4 i 2.0

Średnie ilości klatek na sekundę z tych testów służą do wyznaczenia wyniku:
(Gra1FPS*7,3)+(Gra2FPS*37)+(Gra3FPS*47,1)+(Gra4FPS*38,7)  [3D mark's] 
- CPU Test
  - 2 testy (Gra 1 i 3)
  - w tych testach wyłączona jest część wspomaganych sprzętowo funkcji karty graficznej

Wynik: (CPU1FPS*4,6)+(CPU2FPS*27,5) [CPU 3D mark's]
- Fill Rate
  - Single-Texturing – 64 powierzchni, każda z jedną teksturą
  - Multi-Texturing – 64 tekstury rozmieszczone np. na 8 powierzchniach (dla karty graficznej mogącej renderować 8 tekstur w jednym cyklu)

Wynikiem jest liczba wyświetlonych MegaTekseli na sekundę
- Vertex Shader
- Ragtroll
  - fizyka oparta na silniku Havok
- Pixel Shader 2.0
- 3D Sound Test
  - Gra 1 powtarzana jest 3 razy

1. bez dźwięku
2. z 24 źródłami dźwięku
3. z 60 źródłami dźwięku

## 3DMark Vantage
- dla Microsoft Windows Vista i DirectX10

## 3DMark11
- tylko dla kart graficznych zgodnych z DirectX11